# Dimitrios Koulourianos
Dimitrios Koulourianos (n. 4 decembrie 1930, Koroni, Peloponez, Grecia de Vest și Insulele Ionice⁠(d), Grecia – d. 3 martie 2019) a fost un om politic grec, membru al Parlamentului European în perioada 1999-2004 din partea Greciei.